# Бастий, Гийом
Гийом Бастий (фр. Guillaume Bastille, род. 21 июля 1985 года, Ривьер-дю-Лу, Квебек, Канада) — канадский шорт-трекист, олимпийский чемпион 2010 года в эстафете. Чемпион и вице-чемпион мира. Окончил Монреальский университет со степенью магистра в области наук о земле.

## Спортивная карьера
Гийом Бастий начал кататься на коньках в возрасте шести лет в конькобежном клубе "CPV Rivière-du-Loup". В сезоне 2003/04 годов финишировал 12-м в общем зачете на национальных юниорских соревнованиях. В 2005 году принимал участие в чемпионате мира по шорт-треку среди юниоров в Белграде, где стал в составе команды Канады бронзовым призёром в эстафете и занял 7-е место в личном зачёте многоборья. 
Он дебютировал на Кубке мира в Шанхае, в составе национальной команды в 2007 году. В феврале 2008 года впервые поднялся на подиум в Квебеке, заняв два 3-х места на дистанции 1000 м и 2-е место в эстафете. Неоднократный победитель и призёр этапов кубка мира в эстафете. В феврале 2009 года участвовал на зимней Универсиаде в Харбине, где выиграл две серебряные награды на дистанции 1000 м и в эстафете.
Дебют на зимних Олимпийских играх в Ванкувере состоялся в 2010 году, где он выступил на дистанции 1500 м (дисквалифицирован в предварительном забеге) и занял 34-е место, а также в полуфинале эстафеты. В победном олимпийском финале участие не принимал. Следом на командном чемпионате мира в Бормио с командой выиграл серебряную медаль.
В октябре 2010 года на Кубке мира в Монреале он занял на дистанции 1500 м 1-е и 3-е места, а в Квебеке бронзу на 1000 м. В феврале 2011 года на этапе в Дрездене занял 2-е место в беге на 1000 м. В октябре на Кубке мира в Сагенее выиграл серебро в беге на 500 м, золото в Солт-Лейк-Сити и Москве в эстафете. В январе 2012 года занял 5-е место в общем зачёте на открытом чемпионате Канады, а в феврале на этапе Кубка мира в Дордрехте выиграл золото на дистанции 1000 м. 
В марте на чемпионате мира в Шанхае выиграл золотую медаль с командой в эстафете. Осенью на Кубке мира занял 1-е место на дистанции 500 м в Монреале и 3-е в беге на 1500 м в Шанхае. В феврале 2013 года в Дрездене стал 3-м в беге на 1500 м. В декабре на зимней Универсиаде в Тренто выиграл бронзовую медаль на дистанции 1000 м и серебряную в эстафете. В январе 2015 года на открытом чемпионате Канады занял 2-е место на дистанции 500 м и 5-е в общем зачёте.
В марте 2015 года Гийом Бастий занял 7-е место в эстафете на чемпионате мира в Москве, в том же году получил травму плеча, после чего ему сделали операцию и он пропустил весь сезон 2015/16 годов. В сентябре 2016 года на отборе в национальную сборную он занял 10-е место в общем зачёте, а в январе 2017 года на Национальном чемпионате Канады в забеге на 1500 м занял 2-е место и в личном зачёте многоборья занял 5-е место. В феврале на Кубке мира в Минске поднялся на 6-е место в беге на 1500 м.
На чемпионате мира в Роттердаме в составе мужской эстафетной команды занял 5-е место. В августе в отборе в национальную сборную занял 4-е место в общем зачёте. В начале 2018 года Бастий решил завершить карьеру, после того, как пропустил отбор в сборную Канады на олимпиаду в Пхёнчхане 2018 года. Он заболел вирусом в начале соревнований и получил сотрясение мозга на третий день, не смог достичь своей конечной цели.

## Личная жизнь
Гийом имеет двух младших братьев и сестер, Веронику и Анну.